# Império da Praça Seca
Grêmio Recreativo Escola de Samba Império da Praça Seca foi uma escola de samba da cidade do Rio de Janeiro, fundada a 28 de junho de 2009.  A escola ficava sediada atrás do IPASE da Praça Seca, um condomínio que fica em frente à comunidade da Chacrinha, na Rua Cândido Benício no prédio onde anteriormente havia funcionado o antigo Clube dos Veteranos, prédio este que foi demolido para dar lugar à nova quadra da escola.
Por sua localização a escola quase se chamou "Império do Mato Alto" devido à proximidade com o bairro não-oficial supracitado. Algumas camisas sob essa denominação chegaram a ser confeccionadas, mas pouco antes da data de fundação oficial o nome foi mudado como forma de homenagear o bairro da Praça Seca.

## História
Os preparativos para a criação da escola de samba começaram em abril de 2009, por ideia de Lúcia Costa, Antônio, Ivonete, Bira, Branco, Jucélio, Clayton, entre outros moradores das comunidades do IPASE e Fazenda Mato Alto, em sua maioria frequentadores da escola de samba Renascer de Jacarepaguá, que tinham a ideia de criar um bloco carnavalesco. Muitos consideram como sua data de fundação o dia 23 de abril de 2009, quando foi realizada a Festa de São Jorge com o carro de som trazido pelo grupo, e foi lançada a semente do bloco Império do Mato Alto. Criado o bloco, posteriormente, surgiu a ideia de que virasse uma escola de samba. Através da ideia de conseguir patrocínio de empresas da área central da Praça Seca e de unificar todas as comunidades próximas (Chacrinha, IPASE e Mato Alto), o nome foi alterado quando da oficialização da fundação. Inicialmente a agremiação desfilaria somente no grupo de avaliação, portanto sem concorrer ao título. Após a fundação oficial, devido à Sacramento ter desistido de desfilar no carnaval carioca, a Praça Seca entrou em sua vaga, da mesma forma que a Unidos do Sacramento havia entrado no lugar da extinta Foliões de Botafogo. Assumiu o cargo de diretor de carnaval o então mestre-sala Sandro Avelar, que numa comissão de carnaval provisória ajudou a desenvolver o enredo A vinda da corte cultural africana para o país do samba. Posteriormente foi contratado o carnavalesco Marco Antônio para o desenvolvimento do carnaval da escola.

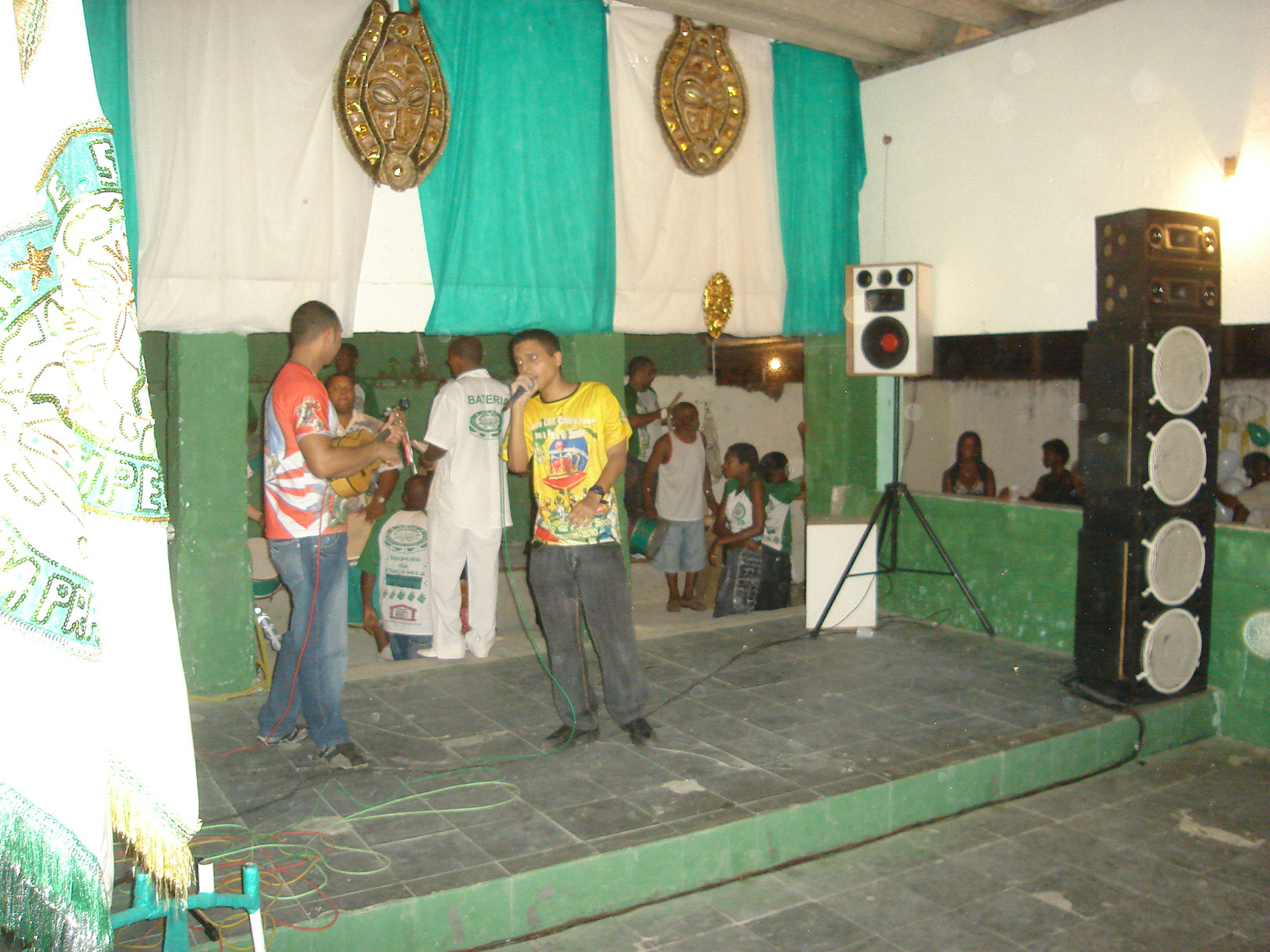
Ensaio do Império da Praça Seca, em 22 de novembro de 2009, quartas-de-final da disputa interna de samba-enredo.

Em 25 de outubro de 2009 houve a escolha da rainha de bateria, após a realização de um concurso entre garotas da comunidade, onde Marcele foi escolhida a rainha de bateria. Na mesma noite, houve também a primeira apresentação de sambas concorrentes para o Carnaval 2010. Foram inscritas dez composições. Em 6 de dezembro, houve a escolha do primeiro samba da história da escola, quando a parceria de Luisinho Oliveira (samba 5) derrotou os sambas de nº 1 (Leandro Rocha, Raíssa Oliveira, Sérgio e Cláudio) e nº 8 (Marcus Cruz, Mayka e Bruno Alemão). Em 16 de fevereiro de 2010 a escola fez sua estreia oficial no carnaval carioca, tendo sido a quarta agremiação a entrar na avenida, em desfile válido pelo Grupo RJ-4 na Estrada Intendente Magalhães. Na estreia, sagrou-se vice-campeã, ao perder por apenas um décimo para a Leão de Nova Iguaçu. Pouco após o carnaval, a presidente Lúcia Costa renunciou, e Sandro Avelar assumiu o cargo em seu lugar, sendo o presidente mais jovem do carnaval carioca, com apenas 23 anos. Para o cargo de diretor de carnaval e Harmonia, assumiu Serginho Harmonia.
Georgia Moreno foi coroada rainha de bateria, porém por ser passista do Salgueiro, que desfilava no mesmo dia, acabou tendo que deixar o posto semanas antes do desfile.
Na madrugada do dia 12 de dezembro, a escola escolheu seu samba para o carnaval de 2011, quando após um concurso com treze obras, a parceria de Humberto Carlos (samba 2) derrotou as parcerias de Alexandre Araújo, Armando Daltro, Marcelo Fagundes, Rodrigo Becker e Rafaela Araújo (samba 1); e Luisinho Oliveira, Élio Sabino, Sandra, Alexandre e Luiz China (samba 6). O veterano Nêgo Martins, que defendia o samba campeão na disputa, foi então escolhido para o posto de intérprete oficial, que estava vago desde que Leandro Santos havia se tornado cantor oficial da Estácio. Após estar em segundo ou terceiro lugar durante boa parte da apuração, a Praça Seca superou a Mocidade Unida de Jacarepaguá no último quesito, samba-enredo, sagrando-se campeã, e ascendendo ao Grupo C para 2012. A escola, pouco tempo após o Carnaval, definiu o tema para o ano seguinte: falaria sobre os grandes impérios da história da humanidade. Também após o Carnaval a escola decidiu abandonar a obra da quadra nova, que estava embargada, e decidiu demolir o prédio da então quadra provisória, que fica em frente, agora já definitivamente adquirido, para instalar ali sua quadra definitiva. Isso, porém, obrigou a que ensaios passassem a ter que ser realizados na rua por pelo menos um ano. Em abril de 2011, foram presos dois dirigentes da escola, acusados de suposta ligação com a milícia.
Na escolha de samba, após uma disputa com seis sambas concorrentes inscritos, por fim foi escolhido o samba de Igor Leal (samba 4), que derrotou os sambas de Humberto Carlos e parceria (samba 2), e de Raíssa de Oliveira e parceria. A escola apresentou alguns problemas e sofreu algumas penalizações em seu desfile, obtendo somente a quarta colocação, o que não lhe garantiria ascensão pela primeira vez. No entanto, após o Carnaval, onde foi anunciada a fusão entre os grupos A e B, fazendo com que a escola até então na quarta divisão passe a estar na terceira divisão. Ainda em 2012, o então presidente Sandro Avelar liderou juntamente com os presidentes da Unidos do Anil e Em Cima da Hora, um processo judicial que culminou com a realização de novas eleições na Associação das Escolas de Samba da Cidade do Rio de Janeiro, e posterior eleição sua para o cargo de vice-presidente da AESCRJ. Desta forma, foi substituído na presidência do Império da Praça Seca por Gustavo Barros, que dois anos antes havia ocupado o cargo de diretor de carnaval. Ao mesmo tempo, Sandro assumiu a presidência de honra da escola.
O enredo escolhido para 2013 foi uma homenagem a São Jorge e suas diversas visões na cultura popular, tais como lendas mediterrâneas e a identificação com Ogum. A parceria de Leandro Santos, ex-intérprete da escola, foi a vencedora de uma disputa interna que contou com oito sambas inscritos. Pouco antes da final do corte de samba, o patrono da escola, e ex-presidente de honra, que havia sido detido em junho, foi libertado.
Terceira escola a desfilar em 2013, obteve a terceira colocação permanecendo no mesmo grupo para 2014. Após o Carnaval, a escola passou a enfrentar problemas com o avanço das facções criminosas ADA e Comando Vermelho, vindas de favelas pacificadas, sobre sua comunidade, que estavam há aproximadamente dez anos sob o controle de milícias, mas pouco a pouco foram sendo ocupadas por traficantes.
No Carnaval, o tradicional Carnaval da Praça Seca não foi realizado, e as únicas comunidades ainda sem traficantes eram justamente a Fazenda Mato Alto (também conhecida como Batô Muche), onde a escola estava sediada, e a Chacrinha, onde moram a maioria dos integrantes. Em abril o Mato Alto foi invadido e a feijoada de São Jorge que a escola promoveria foi cancelada. A agremiação chegou a divulgar enredo sobre Lamartine Babo, porém em junho, devido às dificuldades em continuar seus trabalhos junto à comunidade, por causa da ocupação dos traficantes, seu direito de desfile foi transferido a uma nova escola de samba, chamada Império Rubro-Negro, que ocupou sua vaga no Grupo B da AESCRJ.
Assim, a Praça Seca ficou fora dos desfiles oficiais no ano de 2014. No entanto, com diversos problemas burocráticos e dificuldade em formar de fato a nova agremiação, seus fundadores devolveram a vaga à Praça Seca. Com o rebaixamento do Império Rubro-Negro, a Praça Seca retorna ao carnaval um grupo abaixo de onde estava em seu último desfile. Para sua volta, o enredo anunciado é uma homenagem ao seu bairro, a Praça Seca.
Após uma eliminatória em que foram inscritos seis sambas, a Praça Seca realizou sua eliminatória no dia 1º de novembro de 2014, quando houve também a reinauguração de sua quadra, após um longo período de obras. Depois do carnaval 2015, a agremiação escolheu Marcelo Varanda como novo presidente, no entanto, posteriormente essa assembleia foi anulada por "forças ocultas", e foi anunciado nos bastidores uma nova "venda de CNPJ", desta vez para a recem-criada União de Maricá. O procedimento foi concluído em 27 de novembro de 2015 quando uma assembleia de fachada foi feita para transferir a vaga em definitivo para a escola da Região dos Lagos.

## Segmentos

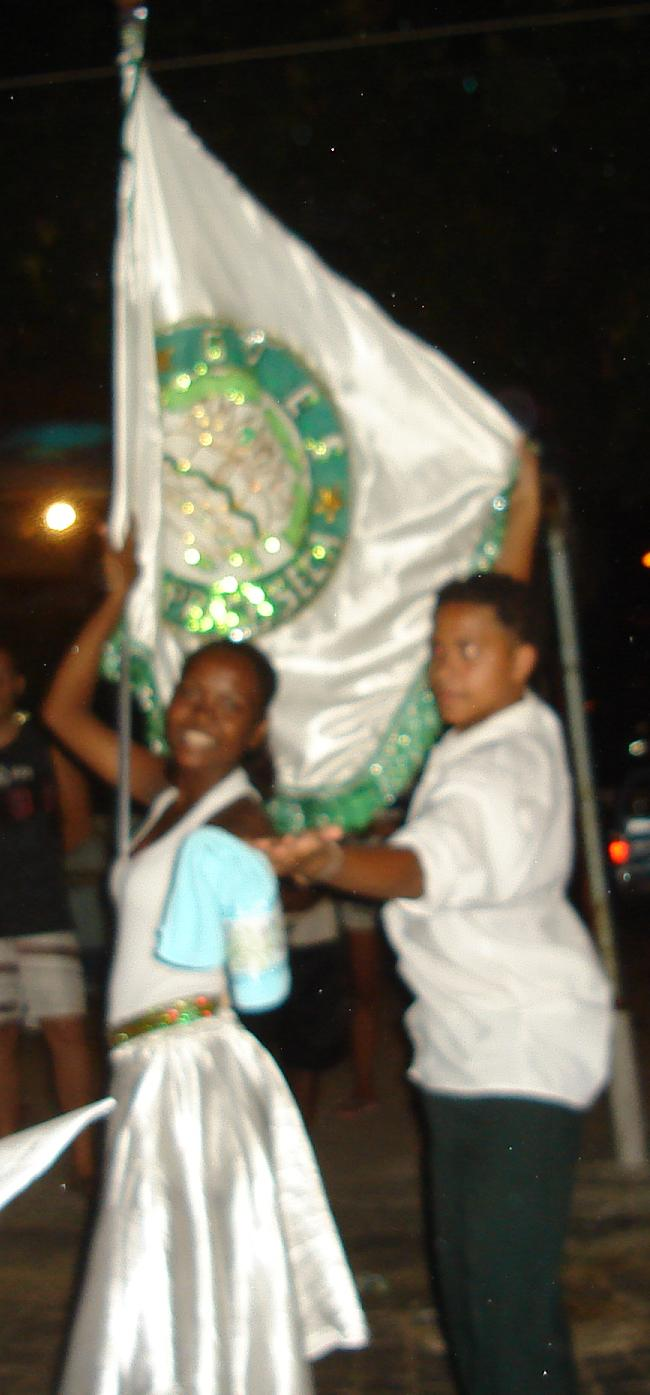
Segundo casal de mestre-sala e porta-bandeira da escola.

### Presidentes
| Período                          | Presidente       | Ref.         |
| -------------------------------- | ---------------- | ------------ |
| 2009-2010                        | Lúcia Costa      | [ 5 ] [ 25 ] |
| 2010-agosto de 2012              | Sandro Avelar    | [ 5 ] [ 25 ] |
| Agosto de 2012-fevereiro de 2013 | Gustavo Barros   | [ 5 ] [ 17 ] |
| março de 2013-Abril de 2015      | Clayton Ferreira | [ 5 ]        |
| Abril de 2015                    | Marcelo Varanda  | [ 5 ]        |

| Período   | Presidente de honra | Ref.         |
| --------- | ------------------- | ------------ |
| 2009-2012 | Hélio Albino Filho  |              |
| 2013      | Sandro Avelar       | [ 5 ] [ 17 ] |

### Diretores
| Ano       | Diretor de Carnaval                | Diretor geral de harmonia          | Mestre de bateria | Ref.         |
| --------- | ---------------------------------- | ---------------------------------- | ----------------- | ------------ |
| 2010      | Sandro Avelar                      | Spence                             | Bira              | [ 5 ]        |
| 2011-2013 | Sérgio Jacinto "Serginho Harmonia" | Sérgio Jacinto "Serginho Harmonia" | Bira              | [ 5 ] [ 26 ] |
| 2015      | Gabriel Macedo                     | Gabriel Macedo                     | Bira              | [ 5 ]        |

### Coreógrafo
| Ano       | Nome          | Ref.  |
| --------- | ------------- | ----- |
| 2010-2011 | Victor Hugo   |       |
| 2012-2013 | sem dados     |       |
| 2015      | Nathália Lima | [ 4 ] |

### Casal de Mestre-sala e Porta-bandeira
| Ano       | Nome                            | Ref.        |
| --------- | ------------------------------- | ----------- |
| 2010      | Vinicius e Jaqueline Pessanha   | [ 27 ]      |
| 2011-2013 | Weslley Cherry e Patrícia       | [ 26 ]      |
| 2015      | Weslley Cherry e Pamela Christo | [ 4 ] [ 5 ] |

### Rainhas de bateria
| Período | Nome             | Ref.   |
| ------- | ---------------- | ------ |
| 2010    | Marcelle         | [ 5 ]  |
| 2011    | Carol Barreto    |        |
| 2012    | Martinha Andrade | [ 13 ] |
| 2013    | Carol Barreto    | [ 28 ] |
| 2015    | Carol Barreto    |        |

## Carnavais
| Ano                          | Colocação   | Grupo                | Enredo | Carnavalesco                   | Intérprete(s)                            | Ref.          |
| ---------------------------- | ----------- | -------------------- | --- | ------------------------------ | ---------------------------------------- | ------------- |
| 2010                         | Vice-Campeã | RJ-4 (sexta divisão) | A vinda da corte cultural africana para o país do samba Compositores:Luisinho Oliveira, Nozinho, Bossa, Elio Sabino e Claudinho     | Marco Antônio                  | Leandro Santos                           | [ 29 ] [ 30 ] |
| 2011                         | Campeã      | D (quinta divisão)   | A bênção minha madrinha: Império Serrano Compositores:Humberto Carlos, Belém, Mauro Realce e Joelson Gaguinho                       | Marco Antônio e Raphael Heide  | Nêgo Martins                             | [ 10 ]        |
| 2012                         | 5º Lugar    | C (quarta divisão)   | Os Grandes Impérios Compositores:Igor Leal, Fadico, Eli Penteado, Hélio do Bar, J. Luiz, Jonathan Miguel & Jorge Matias de Oliveira | Márcio Puluker e Dênis Colares | Leozinho Nunes Fabinho Souza Hudson Luiz | [ 13 ]        |
| 2013                         | 3º lugar    | B (terceira divisão) | Valei-me Jorge Compositores:Leandro Santos, Diego Nascimento, Diego Nicolau, Diego Tavares e Salviano                               | Rodrigo Almeida                | Leozinho Nunes                           |               |
| Não desfilou em 2014         |             |                      | |                                |                                          |               |
| 2015                         | 4º lugar    | Série C              | Sou Praça seca! Sou feliz! Compositores: Leandro Rocha, Gláucia Nogueira, Marcelo Queiroz e Róbson Nunes                            | Rodrigo Almeida                | Leozinho Nunes                           | [ 4 ]         |
| Escola desistiu de desfilar. |             |                      | |                                |                                          |               |

## Premiações
Prêmios recebidos pelo GRES Império da Praça Seca.
| Ano  | Prêmio              | Categoria / premiados | Divisão | Ref.          |
| ---- | ------------------- | --- | ------- | ------------- |
| 2010 | Troféu Jorge Lafond | Vice campeã do Grupo IV                                                                                                   | Grupo E | [ 31 ]        |
| 2010 | Samba Show          | Melhor desfile | Grupo E | [ 32 ]        |
| 2010 | Samba Show          | Bateria (Diretor responsável: Mestre Bira)                                                                                | Grupo E | [ 32 ]        |
| 2010 | Samba Show          | Intérprete (Leandro Santos)                                                                                               | Grupo E | [ 32 ]        |
| 2011 | Samba Show          | Bateria (Diretor responsável: Mestre Bira)                                                                                | Grupo D | [ 33 ]        |
| 2011 | Troféu Jorge Lafond | Campeã do Grupo D | Grupo D | [ 34 ]        |
| 2012 | Elite do Samba      | Bateria (Diretor responsável: Mestre Bira)                                                                                | Grupo C |               |
| 2012 | Plumas & Paetês     | Coreógrafo (Patrick Hernandes)                                                                                            | Grupo C | [ 35 ]        |
| 2012 | Plumas & Paetês     | Diretor de carnaval (Serginho Harmonia)                                                                                   | Grupo C | [ 35 ]        |
| 2012 | Plumas & Paetês     | Diretor de harmonia (Serginho Harmonia)                                                                                   | Grupo C | [ 35 ]        |
| 2013 | S@mba-Net           | Samba-enredo ("Valei-me Jorge" - Compositores: Leandro Santos, Diego Nascimento, Diego Nicolau, Diego Tavares e Salviano) | Grupo B | [ 36 ] [ 37 ] |
| 2013 | Elite do Samba      | Samba-enredo ("Valei-me Jorge" - Compositores: Leandro Santos, Diego Nascimento, Diego Nicolau, Diego Tavares e Salviano) | Grupo B | [ 38 ]        |
| 2013 | Elite do Samba      | Enredo ("Valei-me Jorge")                                                                                                 | Grupo B | [ 38 ]        |
| 2013 | Elite do Samba      | Intérprete (Leozinho Nunes)                                                                                               | Grupo B | [ 38 ]        |
| 2013 | Samba na veia       | Samba-enredo ("Valei-me Jorge" - Compositores: Leandro Santos, Diego Nascimento, Diego Nicolau, Diego Tavares e Salviano) | Grupo B | [ 39 ]        |
| 2013 | Oscar do Samba      | Comissão de frente | Grupo B | [ 40 ]        |
| 2013 | Plumas & Paetês     | Aderecista (Flávia Lopes Ferreira)                                                                                        | Grupo B | [ 41 ]        |
| 2013 | Plumas & Paetês     | Costureiro (Thiago Matias)                                                                                                | Grupo B | [ 41 ]        |